# Awichaj Jadin
Awichaj Jadin (hebr. אביחי ידין; ur. 24 października 1986 w Hod ha-Szaron) – izraelski piłkarz występujący na pozycji pomocnika. Zawodnik klubu Hapoel Tel Awiw, do którego trafił w 2016 roku. W reprezentacji Izraela zadebiutował w 2009 roku.